# Ghislain-Joseph Henry
 (décembre 2018).
Ghislain-Joseph Henry est un architecte et un topiaire de la principauté de Liège né à Dinant le 20 mai 1754 et décédé à Bruxelles le 8 février 1820. Il appartenait à une famille originaire de Profondeville (Namur). Il est l'ancêtre de la famille Henry de Hassonville.

## Biographie
Il obtint le Premier prix d'architecture au concours clémentin de l'Académie de Saint Luc en 1779 et fut élève à Rome de l'Académie de Saint-Luc.
En 1803 il figure parmi les membres fondateurs de la Société de peinture, sculpture et architecture de Bruxelles.
Il fit partie du conseil académique de l'Académie royale des beaux-arts de Bruxelles en 1816.
Apprécié en haut lieu, il fit une carrière comme architecte tant de Louis XVI que de l'empereur du Saint-Empire, puis de Napoléon et du roi Guillaume Ier des Pays-Bas. Il était un peu le concurrent de Laurent-Benoît Dewez même si son œuvre n'a pas eu la même ampleur que celui-ci.
Mais il avait également des talents de topiaire et fit les plans de plusieurs parcs.

## Œuvre

### Œuvre architecturale
- 1786-1789 : le château de Duras, en style palladien.
- Restauration profonde du château de Laeken, dont il devint le conservateur.
- Travaux au château de Seneffe.
- Portique à Enghien pour le duc d'Arenberg.
- 1815-1829 : extensions du palais royal de Bruxelles.

### Œuvre de topiaire
- Parc à l'anglaise du château de Wespelaar.
- Parc et "fabriques" pour le château de Beauraing appartenant au duc de Beaufort Spontin.
- Dessin du parc à l'anglaise de la commanderie des Vieux Joncs.